# IC 4981
IC 4981 је галаксија у сазвјежђу Паун која се налази на листи објеката дубоког неба у Индекс каталогу.
Деклинација објекта је - 70° 50' 54" а ректасцензија 20h 19m 39,1s. Привидна величина (магнитуда) објекта IC 4981 износи 13,8 а фотографска магнитуда 14,4. IC 4981 је још познат и под ознакама ESO 73-38, AM 2013-710, PGC 64486.